# René de Salla
René de Salla est un ecclésiastique qui fut évêque de Luçon de 1578 à 1584.

## Biographie
René de Salla est issu d'une ancienne famille noble du Bas-Poitou. Il appartient à l'Ordre des Célestins à l'abbaye de Jard lorsqu'il obtient l'épiscopat. Il n'est en réalité qu'un confidentiaire de la famille Du Plessis de Richelieu qui accède au siège épiscopal à sa mort avec Jacques du Plessis de Richelieu.
René de Salla administre néanmoins le diocèse à partir de 1581 et décède dans une « maison noble » de la paroisse de Saint-Vincent-sur-Graon et il est inhumé dans le chœur de la cathédrale de Luçon.